# Sergio Tofano
Sergio Tòfano, noto anche con lo pseudonimo di Sto (Roma, 20 agosto 1886 – Roma, 28 ottobre 1973), è stato un attore, regista, fumettista, scrittore e drammaturgo italiano.
Considerato ottimo, geniale attore del teatro e del cinema italiano, nella sua lunga carriera fece seguire all'attività di attore e regista quella di scrittore; artista poliedrico, come fumettista è il creatore del personaggio del Signor Bonaventura, pubblicato per la prima volta nel 1917 sul Corriere dei Piccoli e destinato a notevole successo, oggetto di trasposizioni teatrali e cinematografiche.

## Biografia

### Attore

Carlo D'Angelo, Lya Curci, Pina Cei, Sergio Tofano, Annarosa Garatti e Angelo Calabrese negli studi di Radio Rai nel 1956

Mentre frequentava l'università, studiò anche recitazione all'Accademia di Santa Cecilia e, dopo la laurea in Lettere, conseguita discutendo una tesi sul ruolo del brillante nel teatro italiano, si dedicò completamente al teatro entrando nel 1909 nella compagnia di Ermete Novelli, nel 1912 in quella del Teatro a sezioni Quattro Fontane e dal 1912 al 1923 in quella di Virgilio Talli, «come attore brillante, recitando con M. Melato, Lyda Borelli e Vera Vergani».
Dal 1924 al 1926 Tofano si unì alla Compagnia di Dario Niccodemi, divenendo infine capocomico, nel 1927-28. Si sposò nel 1923 con Rosetta Cavallari, anch'essa attrice, dalla quale ebbe un figlio, Gilberto Tofano, futuro regista teatrale e televisivo. 
Nel 1927 fu in ditta con attori come Luigi Almirante, Evi Maltagliati, Luigi Cimara, Vittorio De Sica, Giuditta Rissone, Olga Vittoria Gentili; interprete elegante, bravissimo nel comporre figure caricaturali e macchiette tendenti al grottesco, ma anche caratteri profondamente umani, creò personaggi di notevole forza e significato. Interpretò lavori di molteplici autori, da Molnár a Shaw, da Romains a Pirandello, da Machiavelli a Molière, da Anton Čechov a Henrik Ibsen, a Kaiser, a Bertolt Brecht. «Nel 1931 sostituì Niccodemi alla direzione della T. (Compagnia Teatrale n.d.r.)».
Dagli anni trenta agli anni settanta lavorò anche per il cinema dando prova di notevoli capacità, recitando in oltre cinquanta lungometraggi cinematografici esordendo nel 1931 nel film La segretaria privata per poi lavorare negli anni anche con importanti registi del cinema italiano come Mario Mattoli, Luigi Comencini, Pasquale Festa Campanile, Nanni Loy, Bernardo Bertolucci e Mario Monicelli.
Fu anche regista cinematografico, dirigendo Cenerentola e il Signor Bonaventura (1942) e Gian Burrasca (1943).
Dagli esordi della televisione di stato italiana recitò in sceneggiati televisivi degli anni cinquanta e sessanta come Orgoglio e pregiudizio (1957), L'idiota (1959), Mastro don Gesualdo (1964), Il conte di Montecristo (1966), I promessi sposi (1967), Le mie prigioni (1968, dal romanzo omonimo di Silvio Pellico), e I fratelli Karamazov (1969) oltre che alla serie televisiva de Le inchieste del commissario Maigret, una prima volta nel 1965, nell'episodio L'affare Picpus, nella prima stagione, e nella terza stagione, nel 1968, nell'episodio Il cadavere scomparso.

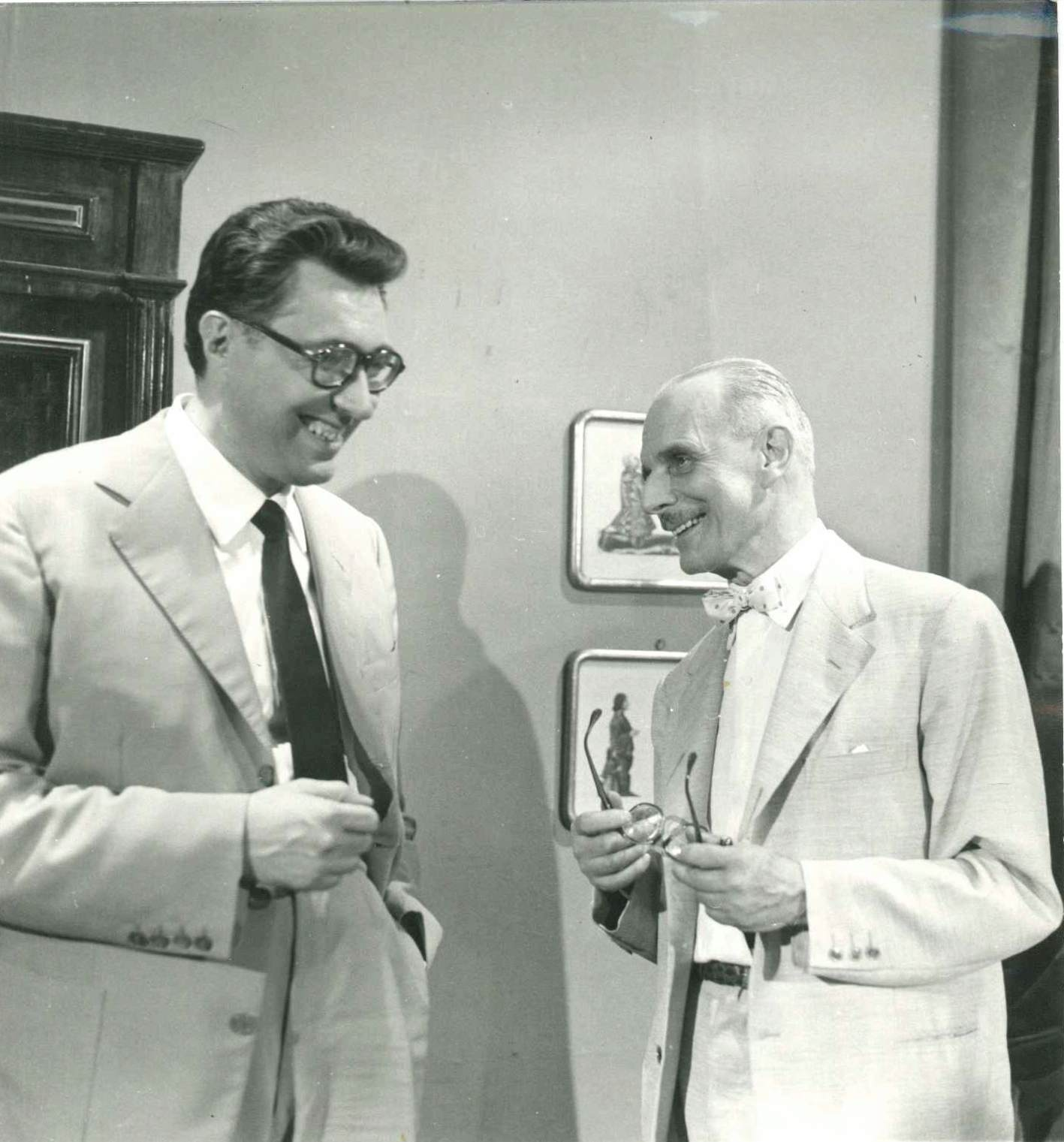
Sergio Tofano con lo scrittore Luigi Silori nel 1959.

Sergio Tofano insegnante all'Accademia di Roma nel 1956.

### Disegnatore e scrittore
Oltre che come attore, sua attività principale, lavorò anche come illustratore e fumettista, firmandosi Sto. Esordì nel 1906 sulla rivista Pupazzetto, diretta da Yambo il quale lo presenterà a suo padre, il capocomico Ermete Novelli che poi lo assumerà come attore nella sua compagnia; nel 1908 realizzò copertine per la testata Il giornalino della Domenica e, dal 1914 al 1923, collaborò ad altre riviste come La lettura e Il Numero e, per il Corriere dei Piccoli creò nel 1917 il personaggio del Signor Bonaventura, protagonista di una delle più famose serie a fumetti del periodo la cui fama divenne tale da portare alla pubblicazione di diversi volumi illustrati e, dal 1927 al 1953, a sei commedie teatrali dove il personaggio venne interpretato da Tofano stesso e, negli anni cinquanta, il personaggio divenne testimonial pubblicitario per il programma televisivo Carosello oltre che di concorsi a premi. Sempre sul Corriere dei Piccoli pubblicò nel 1921 una versione della Vispa Teresa e, nel 1925, la serie a fumetti Taddeo e Veneranda. Lavorò anche nel campo pubblicitario e in quello della moda partecipando anche a mostre del settore e collaborando con diverse riviste come Vanity Fair e La Donna.
Scrisse e illustrò libri di favole come Storie di cantastorie e I cavoli a merenda (1920). Nel 1948 l'editore De Agostini pubblicò un'edizione del Pinocchio di Collodi ridotto in versi da Grisostomo (Marino Parenti) e illustrato da Sto. Sulla sua esperienza in teatro, e sul teatro italiano in generale, scrisse il saggio "Il teatro all'antica italiano", ancora oggi ritenuto da molti docenti di teatro una delle letture fondamentali per aspiranti attori, registi e commediografi.

### Ultimi anni
Nel 1953 gli venne affidato l'incarico di insegnare all'Accademia nazionale d'arte drammatica fondata da Silvio D'Amico alternando questa attività con quella di attore nelle prime fiction televisive. Durante la pensione, dal 1960, continuò l'attività presso l'accademia apparendo ancora in ruoli televisivi. Lo stesso anno la moglie, che soffiriva di crisi depressiva, si suicidò. Negli anni sessanta lavorò anche per il cinema, con registi come Nanni Loy, Mario Monicelli, Pasquale Festa Campanile.
Morì nel 1973 e venne seppellito nella tomba di famiglia del Cimitero Maggiore di Milano, dov'è anche la moglie.
Il Museo genovese dell'attore possiede dopo l'acquisizione nel 1979 dal figlio di Tofano, scatole, faldoni, scenografie, riviste, poesie, costumi, oggetti del Signor Bonaventura e oltre 1347 fotografie. Tutto questo materiale è stato giudicato di notevole interesse e dal 2004 archiviato dalla Soprintendenza archivistica e bibliografica della Liguria.

## Prosa radiofonica Rai
- Il ladro di ragazzi, di Jules Supervielle, regia di Enzo Ferrieri, trasmessa il 15 gennaio 1951
- Un colpo di vento, commedia di Giovacchino Forzano, regia di Eugenio Salussolia, trasmessa il 25 agosto 1951
- Pensaci, Giacomino! di Luigi Pirandello, regia di Eugenio Salussolia, trasmessa il 20 ottobre 1951.
- Un tale che passa, di Gherardo Gherardi, regia di Sergio Tofano, trasmessa il 1 aprile 1952.
- Knock, ovvero il trionfo della medicina di Jules Romains, regia di Sergio Tofano, trasmessa il 7 dicembre 1953.
- La parigina, commedia di Henry Becque, regia di Giorgio Strehler, trasmessa il 1 febbraio 1954
- Anche il più furbo ci può cascare di Aleksandr Ostrovskij, regia di Pietro Masserano Taricco, trasmessa il 6 agosto 1956.
- Tre quarti di luna, commedia di Luigi Squarzina, regia di Pietro Masserano Taricco, trasmessa il 20 novembre 1956
- La gelosia di Anton Francesco Grazzini, regia di Corrado Pavolini, trasmessa il 26 aprile 1957.
- Un vecchio al sole, radiodramma di Massimo Dursi, regia di Mario Ferrero, trasmesso il 2 marzo 1961

## Prosa televisiva Rai
- Knock o Il trionfo della medicina di Jules Romains, regia di Sergio Tofano e Lyda C. Ripandelli, trasmessa il 21 dicembre 1956.
- Orgoglio e pregiudizio, sceneggiato televisivo, regia di Daniele D'Anza (1957)
- L'importanza di essere Franco di Oscar Wilde, regia di Mario Ferrero, trasmessa nel 1958.
- Mont Oriol, sceneggiato televisivo, regia di Claudio Fino, trasmessa nel 1958.
- Maria Stuarda, di Friedrich Schiller, regia di Claudio Fino, trasmessa il 7 novembre 1958.
- L'idiota, di Fëdor Dostoevskij, regia di Giacomo Vaccari, trasmessa nel 1959.
- Giosafatte Tallarico di Ghigo De Chiara, regia di Gilberto Tofano, trasmessa il 28 maggio 1961.
- Harvey, commedia di Mary Chase, regia di Gilberto Tofano, trasmessa il 23 aprile 1962
- I due timidi, commedia di E. Labiche, regia di Giuliana Berlinguer, trasmessa 22 agosto 1963
- Mastro don Gesualdo di Giovanni Verga, regia di Giacomo Vaccari (1964)
- Il giornalino di Gian Burrasca di Vamba, regia di Lina Wertmüller, trasmessa nel 1964.
- Le inchieste del commissario Maigret, regia di Mario Landi, prima stagione, episodio L'affare Picpus (gennaio 1965)
- Resurrezione, sceneggiato televisivo, regia di Franco Enriquez, trasmessa nel 1965.
- Il conte di Montecristo, sceneggiato televisivo, regia di Edmo Fenoglio, trasmessa nel 1966.
- I promessi sposi, sceneggiato televisivo, regia di Sandro Bolchi (1967)·
- Le inchieste del commissario Maigret, regia di Mario Landi, terza stagione, episodio Il Cadavere Scomparso (luglio 1968)
- I fratelli Karamazov, regia di Sandro Bolchi, sceneggiato televisivo (1969).
- L'anitra selvatica di Henrik Ibsen, regia di Ottavio Spadaro, 20 maggio 1970.
- Pensaci, Giacomino! di Luigi Pirandello, regia Carlo Di Stefano, trasmessa il 15 gennaio 1971.
- Radici, dall'opera di Arnold Wesker, regia di Maurizio Scaparro, trasmesso il 5 novembre 1971.

## Filmografia

### Regista
- Cenerentola e il signor Bonaventura (1941)
- Gian Burrasca (1943)

### Attore

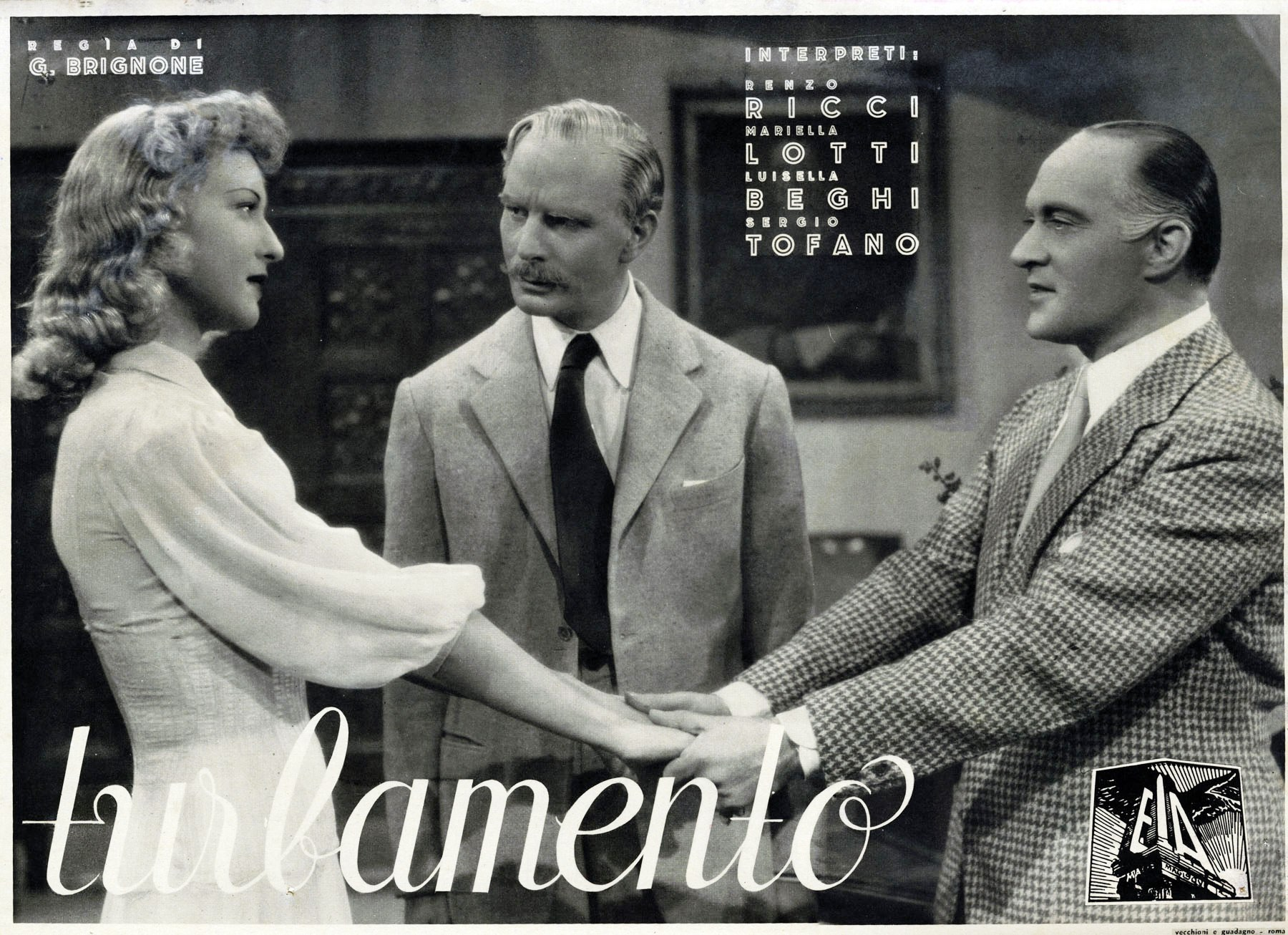
Mariella Lotti, Sergio Tofano e Renzo Ricci in una foto pubblicitaria del film Turbamento di Guido Brignone (1942).

- La segretaria privata, regia di Goffredo Alessandrini (1931)
- La telefonista, regia di Nunzio Malasomma (1932)
- La ragazza dal livido azzurro, regia di Emmerich Wojtek Emo (1933)
- Paprika, regia di Carl Boese (1933)
- O la borsa o la vita, regia di Carlo Ludovico Bragaglia (1933)
- Seconda B, regia di Goffredo Alessandrini (1934)
- Lohengrin, regia di Nunzio Malasomma (1936)
- I due misantropi, regia di Amleto Palermi (1937)
- Stasera alle undici, regia di Oreste Biancoli (1937)
- I figli del marchese Lucera, regia di Amleto Palermi (1938)
- Inventiamo l'amore, regia di Camillo Mastrocinque (1938)
- Jeanne Doré, regia di Mario Bonnard (1938)
- Eravamo sette sorelle, regia di Mario Mattoli (1938)
- Follie del secolo, regia di Amleto Palermi (1939)
- Papà per una notte, regia di Mario Bonnard (1939)
- Le sorprese del divorzio, regia di Guido Brignone (1939)
- Il socio invisibile, regia di Roberto Roberti (1939)
- Una famiglia impossibile, regia di Carlo Ludovico Bragaglia (1940)

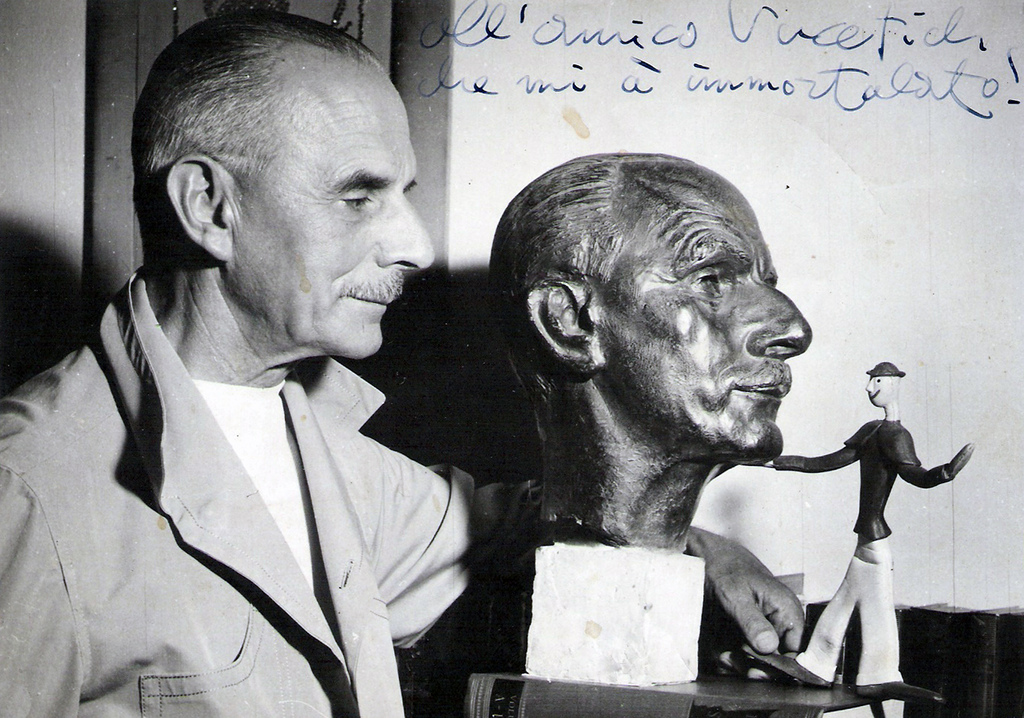
Ritratto scultoreo di Sergio Tofano realizzato da Mirko Vucetich.

- Validità giorni dieci, regia di Camillo Mastrocinque (1940)
- Giù il sipario, regia di Raffaello Matarazzo (1940)
- La granduchessa si diverte, regia di Giacomo Gentilomo (1940)
- Idillio a Budapest, regia di Giorgio Ansoldi e Gabriele Varriale (1941)
- Il signore a doppio petto, regia di Flavio Calzavara (1941)
- Anime in tumulto, regia di Giulio Del Torre (1941)
- Turbamento, regia di Guido Brignone (1942)
- La maschera e il volto, regia di Camillo Mastrocinque (1942)
- La guardia del corpo, regia di Carlo Ludovico Bragaglia (1942)
- Se io fossi onesto, regia di Carlo Ludovico Bragaglia (1942)
- Il fidanzato di mia moglie, regia di Carlo Ludovico Bragaglia (1943)
- Quarta pagina, regia di Nicola Manzari (1943)
- Il cavaliere del sogno, regia di Camillo Mastrocinque (1946)
- Fabiola, regia di Alessandro Blasetti (1949)
- Abbiamo vinto!, regia di Robert A. Stemmle (1950)
- Napoleone, regia di Carlo Borghesio (1950)
- Altri tempi, epis. L'idillio, regia di Alessandro Blasetti (1952)
- L'ingiusta condanna, regia di Giuseppe Masini (1952)
- La fiammata, regia di Alessandro Blasetti (1952)
- Puccini, regia di Carmine Gallone (1953)
- Il paese dei campanelli, regia di Jean Boyer (1954)
- Il cardinale Lambertini, regia di Giorgio Pàstina (1954)
- Casa Ricordi, regia di Carmine Gallone (1954)
- Porta un bacione a Firenze, regia di Camillo Mastrocinque (1955)
- La bella di Roma, regia di Luigi Comencini (1955)
- Andrea Chenier, regia di Clemente Fracassi (1955)
- I sogni nel cassetto, regia di Renato Castellani (1956)
- Un giorno da leoni, regia di Nanni Loy (1961)
- Il re di Poggioreale, regia di Duilio Coletti (1961)
- La costanza della ragione, regia di Pasquale Festa Campanile (1964)
- Il padre di famiglia, regia di Nanni Loy (1967)
- Partner, regia di Bernardo Bertolucci (1968)
- Toh, è morta la nonna!, regia di Mario Monicelli (1969)
- Contestazione generale, regia di Luigi Zampa (1970)
- La colonna infame, regia di Nelo Risi (1973)
- Rugantino, regia di Pasquale Festa Campanile (1973)

## Opere
- I cavoli a merenda, Milano, Adelphi, 1990  [1920], ISBN 9788845907807.
- Storie di cantastorie, Milano, Adelphi, 1991  [1920], ISBN 9788845908675.
- La principessa dalle lenticchie e altri racconti (senza lenticchie), Milano, Adelphi, 2002  [1920], ISBN 9788845907807.
- Il teatro all'antica italiana e altri scritti di teatro, Milano, Rizzoli, 1965. Altre ediz.:  Alessandro Tinterri (a cura di), Il teatro all'antica italiana e altri scritti di teatro, Roma, Bulzoni, 1985.  Il teatro all'antica italiana e altri scritti di teatro, Collana Piccola Biblioteca, Milano, Adelphi, 2017, ISBN 978-88-459-3210-6.
- Qui comincia la sventura del Signor Bonaventura, a cura di Alessandro Tinterri, Collana Piccola Biblioteca, Milano, Adelphi, 1995, ISBN 88-459-1133-0.
- Il romanzo delle mie delusioni. Racconto piuttosto lungo, Collana Gli struzzi, Milano, Einaudi, 1977-1997, ISBN 88-06-46466-3.
- Il teatro di Bonaventura, a cura di Alessandro Tinterri, Milano, Adelphi, 1986, ISBN 978-88-459-0223-9.
- Totò e l'anello magico, con Giorgio Fano, Novara, Interlinea, 2005, ISBN 978-88-8212-530-1.
- Il teatro all'antica italiana, Milano, Adelphi, 2017, ISBN 978-88-459-3210-6.
- Il romanzo delle mie delusioni. Racconto piuttosto lungo, Roma, La Nuova Frontiera Junior, 2018, ISBN 978-88-98519-51-4.